# سيرز كوك ووكر
سيرز كوك ووكر (بالإنجليزية: Sears Cook Walker)‏ (و. 1805 – 1853 م) هو عالم فلك من الولايات المتحدة الأمريكية .
توفي عن عمر يناهز 48 عاماً.

## التعليم
تعلم في جامعة هارفارد